# Zrinka Cvitešić
Zrinka Cvitešić (Karlovac, 18. srpnja 1979.) hrvatska je kazališna, televizijska i filmska glumica.

## Životopis
Zrinka Cvitešić rodila se u Karlovcu 1979. Tamo je odrasla uz mlađu sestru, Dinku. Počela se baviti glumom još u osnovnoj školi Turanj kada se priključila dramskoj grupi. Ubrzo nakon toga prešla je u gradsko kazalište Zorin dom. Prva joj je uloga bila Pepeljuga. Kada je imala 12 godina, zaljubila se u dvije godine starijeg dečka koji je išao u istu osnovnu školu. Međutim, kada je izbio rat, isti se pozdravio s njom i otišao bez objašnjenja.
Završila je Akademiju dramske umjetnosti u Zagrebu 2002. godine, a dotad je već nastupila u par filmova u manjim ulogama. Iste godine dobila je glavnu ulogu u filmu Konjanik u kojem je odmah privukla pozornost publike glumom, no i za hrvatski film hrabrom scenom seksa u kojoj se pojavila gola.
Zrinka Cvitešić je poznata po pobjedi u prvoj sezoni showa "Ples sa zvijezdama" te po filmu "Što je muškarac bez brkova?" koji joj je donio nagradu na Sarajevskom filmskom festivalu. 2009. snimila je hvaljenu bosansku dramu "Na putu" Jasmile Žbanić. Nominirana je za Europsku filmsku nagradu za najbolju glumicu.
Od 2009. je u vezi s Hrvojem Rupčićem.
U siječnju 2011. prihvatila je biti kuma distributeru Discovery Film na hrvatskoj premijeri tragikomedije "Još jedna godina" Mikea Leigha.
Ulogom u mjuziklu “Once” čije su premijere 2013. bile u Dublinu i Londonu proslavila se kao nova zvijezda na londonskom kazališnom nebu. Njezinu su izvedbu hvalili čak vrsni i britanski kritičari. S kolegom iz mjuzikla Declanom Bennettom gostovala je u showu komičara Grahama Nortona. Nakon što su otpjevali "Falling Slowly" poznata pjevačica Jennifer Lopez je izjavila  "Jedva čekam pogledati predstavu".

## Filmografija

### Televizijske uloge
- "Capital" kao Matya (2015.)
- "Londonski špijun" kao Sara (2015.)
- "Tito" kao Davorjanka Paunović (2010.)
- "Cinema 3" kao Davorjanka Paunović (2010.)
- "Vratit će se rode" kao Milica (2008.)

### Filmske uloge
- "Die Brücke am Ibar" kao Danica (2012.)
- "Ljudožder vegetarijanac" kao dr. Lovrić (2012.)
- "Bella Biondina" kao Vinka (2011.)
- "Lea i Darija" kao Ivka Deutsch (2011.)
- "Torta s čokoladom" kao Julijana (2010.)
- "Na putu" kao Luna (2010.)
- "Libertango" kao Sophie (2009.)
- "Zagrebačke priče" (2009.)
- "Volim te" kao Squosh cura (2005.)
- "Što je muškarac bez brkova?" kao Tatjana (2005.)
- "Čuvaj se sinjske ruke" kao kovrčava kurva (2004.)
- "Žena mušketir" (La Femme Musketeer) kao Elena (2004.)
- "Katarza" (2004.)
- "Konjanik" kao Lejla (2003.)
- "Persona" (2002.)
- "Nebo, sateliti" kao bolničarka (2000.)
- "Veliko spremanje" kao Sara (2000.)
- "Rano buđenje" (1999.)

### Kazališne uloge
- HNK - "Opera za tri groša", "Važno je zvati se Ernest", "Romeo i Julija", "Octopussy", "Idemo na more", "I konje ubijaju, zar ne?", "Rat i Mir"
- Teatar &td - "Kanibali",
- Gradsko kazalište Komedija - "Mali dućan strave"

### Voditeljske uloge
- "Porin" kao jedna od glavnih voditelja (zajedno s glumcem Duškom Modrinićem te članom glazbene grupe TBF Mladenom Badovinac) (2010.)

### Sinkronizacija
- "Rango" kao Grahorka (2011.)
- "Sammy na putu oko svijeta" kao Lela (2010.)
- "Shrek Treći" kao Snjeguljica (Amy Poelher) (2007.)
- "Tko je smjestio Crvenkapici" kao Crvenkapica (2006.)
- "Madagaskar 1, 2, 3" kao Gloria (2005., 2008., 2012.)
- "Zebra trkačica" kao Tina (2005.)
- "Aladin" (franšiza) kao Princeza Jasmina [dijalog] (2004.)
- "Kralj lavova 2: Simbin ponos" kao Kiara [dijalog] (2003.)
- "Barbie Fairytopia" kao Zlatica i Azura

## Nagrade
- 2005.: Zlatna Arena za ulogu u filmu Što je muškarac bez brkova?
- 2005.: Nagrada za najbolju ulogu u filmu Što je muškarac bez brkova? na Sarajevskom festivalu.
- 2006.: Nagrada Mila Dimitrijević za ulogu Irine u drami Tri sestre Antona P. Čehova.
- 2010.: Nagrada Zlatni smijeh za ulogu služavke Nicole u predstavi Građanin plemić Jean-Baptistea Poquelian Molièrea – Jean-Baptistea Lullyja u režiji Krešimira Dolenčića i izvedbi HNK u Zagrebu.
- 2010.: Zlatna Arena za najbolju ulogu u filmu Na putu.
- 2010.: Nagrada za najbolju glumicu u Aleksandriji za film Na putu.
- 2010.: Nagrada Shootin Stars na Berlinskom festivalu (priznanje za rad na filmu).
- 2010.: Nagrada Zlatna mimoza u Crnogorskom Herceg Novom.
- 2013.: Nagrada za najbolju debitanticu u londonskom West Endu.
- 2013.: Nagrada Broadway World UK za najbolju glumicu u mjuziklu Once.[5]
- 2014.: Nagrada Laurence Olivier Award u kategoriji najbolje glumice u mjuziklu Once.[6]
- 2019.: Godišnja nagrada za promicanje hrvatske kulture u svijetu.[7]

## Vanjske poveznice
- Zrinka Cvitešić u internetskoj bazi filmova IMDb-u (engl.)